# Тидеман, Фриц
Фриц Тидеман (3 марта 1918, Веддингштедт, Шлезвиг-Гольштейн — 8 января 2000, Хайде, Шлезвиг-Гольштейн) — немецкий спортсмен-конник, назывался одним из величайших участников конкура.

## Биография
Тидеманн родился 3 марта 1918 в семье фермера. Его заслуги в верховой езде проявились уже молодом возрасте, хотя он не мог продемонстрировать их на международном уровне плоть до окончания Второй мировой войны. В течение войны Тидеман командовал кавалерийским отрядом, но позже попал в плен и содержался в российском лагере для военнопленных. На олимпийских соревнованиях 1952 года в городе Хельсинки Тидеман выиграл медали в двух дисциплинах: он занял третье место в командных соревнованиях по езде и завоевал ещё одну бронзовую медаль в индивидуальных соревнованиях по прыжкам со своей любимой по кличке Метеор, с которой он выиграл все основные призы в своей спортивной карьере.